# José Luis López Peinado
José Luis López Peinado (Tétouan, 21 maggio 1943) è un ex calciatore spagnolo, di ruolo difensore o centrocampista.

## Caratteristiche
Era un giocatore tatticamente polivalente: fu schierato in diversi ruoli, sia a centrocampo, sia in difesa.

## Carriera
Militò per nove stagioni con il Real Madrid, vincendo cinque campionati e tre Coppe di Spagna. Con i blancos collezionò in totale 183 presenze e 16 gol.
Vestì la maglia della nazionale spagnola in quattro occasioni: la prima l'11 ottobre 1972 contro l'Argentina (1-0), l'ultima nel 1973 contro la Turchia (0-0).

## Palmarès

### Club

#### Competizioni nazionali
- Campionato spagnolo: 5

Real Madrid: 1967-1968, 1968-1969, 1971-1972, 1974-1975, 1975-1976
- Coppa di Spagna: 3

Real Madrid: 1969-1970, 1973-1974, 1974-1975